# Gonodactylaceus falcatus
Gonodactylaceus falcatus är en kräftdjursart som först beskrevs av Forskål 1775.  Gonodactylaceus falcatus ingår i släktet Gonodactylaceus och familjen Gonodactylidae. Inga underarter finns listade i Catalogue of Life.